# Supertaça Cândido de Oliveira de 2014
A Supertaça Cândido de Oliveira de 2014 foi a 36ª edição da Supertaça Cândido de Oliveira. 
Opôs, o vencedor da Primeira Liga de 2013–14 e da Taça de Portugal de 2013–14, o Sport Lisboa e Benfica, ao  finalista vencido da Taça de Portugal, o Rio Ave Futebol Clube.
O Sport Lisboa e Benfica venceu esta edição, ao derrotar o Rio Ave Futebol Clube nas grandes penalidades por 3-2, após o marcador assinalar uma igualdade sem golos entre as duas formações, ao fim de 120 minutos.
O encontro teve lugar no Estádio Municipal de Aveiro, a 10 de Agosto.
O Benfica disputou este troféu pela 16ª vez, ao passo que o Rio Ave fez a sua estreia.

## Partida
| 10 de Agosto de 2014 | Benfica | 0 – 0 | Rio Ave | Estádio Municipal de Aveiro       |
| 20:45                |         |       |         | Árbitro: Duarte Gomes (AF Lisboa) |

|                         |     | Penalidades                                           |  |
| Derley Lima Bebé Luisão | 3–2 | Tarantini Filipe Augusto Ukra Diego Lopes Tiago Pinto |  |

| Benfica | Rio Ave |

## Campeão
| Supertaça Cândido de Oliveira 2014 |
| ---------------------------------- |
| Benfica 5º Título                  |